# Statira principessa di Persia
Statira principessa di Persia è un'opera, più precisamente un dramma per musica, in un prologo e tre atti di Francesco Cavalli, su libretto di Giovanni Francesco Busenello. L'opera fu rappresentata per la prima volta a Venezia al Teatro SS. Giovanni e Paolo, il 18 gennaio 1656.

## Ruoli
| Ruolo         | Registro vocale | Cast della prima, 18 gennaio 1655 (Direttore: - ) |
| ------------- | --------------- | ------------------------------------------------- |
| Brisante      | contralto       |                                                   |
| Cloridaspe    | mezzosoprano    |                                                   |
| Elissena      | tenore          |                                                   |
| Ermosilla     | soprano         |                                                   |
| Usimano       | soprano         |                                                   |
| Floralba      | soprano         |                                                   |
| Eurillo       | soprano         |                                                   |
| Maga          | soprano         |                                                   |
| Mercurio      | tenore          |                                                   |
| Brimonte      | tenore          |                                                   |
| Plutone       | basso           |                                                   |
| Nicarco       | basso           |                                                   |
| Dario         | basso           |                                                   |
| Statira       | soprano         |                                                   |
| Tersandro     | soprano         |                                                   |
| Vaffrino      | tenore          |                                                   |
| Servo Indiano | corista         |                                                   |

## Trama
Nell'epistola dedicatoria al libretto originale, Busenello spiega così la trama:
Il re d'Armenia, in concerto con altri principi asiatici, ingaggia una sanguinosa battaglia con Dario III di Persia e rapisce sua moglie Parisatidis e la figlia Stateira. Cloridaspis, il giovane re d'Arabia innamorato di Stateira, attacca gli armeni, libera Stateira e sua madre e li riporta da Dario. Dario è così grato al re d'Arabia per aver liberato Stateira, nel corso della liberazione era stato gravemente ferito, che lascia che Stateira stessa si prenda cura di lui. Lo fa con balsamo e medicine e nei giardini reali viene guarito da tutti i suoi mali. Un'occasione come questa non poteva procurare altro effetto che quello che i due si innamorassero; questo fa la principessa, dimostrandogli i segni della sua ardente passione. È qui che inizia l'opera.
Dove:
Stateira, essendo una giovane donna e quindi incapace di mantenere nulla di segreto, parla del suo amore a una serva, conosciuta come Ermosilla, ma che in realtà è Usimano, un principe egiziano. Era innamorato di Stateira ed era venuto in Persia vestito da donna per lavorare al servizio della principessa. Non appena Usimano ha appreso dell'amore di Stateira per l'arabo, viene preso dalla gelosia contro di lui; questa rabbia è la base di tutto il dramma, che è risolto solo da una serie di eventi come vedrete.
Floralba, l'altra serva di Stateira, è innamorata del re arabo e solo più tardi scopre che è sua sorella. Lei sposa Usimano, Stateira sposa Cloridaspis, ma deve rinunciare al trono di Persia, che viene poi dato da Dario a suo genero.
Lo scrittore sostiene che le sue parole su divinità, dèi, idoli, stelle, cieli, destino, fato e altre cose simili, sono semplicemente un artificio della sua penna e servono puramente per adornare la poesia o per sottolineare alcune parole. Sebbene l'autore scriva come poeta, egli chiaramente vive e crede come un cristiano.